# Лора де Естепа
Лора де Естепа (на испански: Lora de Estepa) е населено място и община в Испания. Намира се в провинция Севиля, в състава на автономната област Андалусия. Общината влиза в състава на района (комарка) Сиера Сур де Севиля. Заема площ от 18 km². Населението му е 873 души (по преброяване от 2010 г.). Разстоянието до административния център на провинцията е 116 km.

## Демография
| 1996 | 1998 | 1999 | 2000 | 2001 | 2002 | 2003 | 2004 | 2005 | 2006 |
| ---- | ---- | ---- | ---- | ---- | ---- | ---- | ---- | ---- | ---- |
| 741  | 752  | 765  | 781  | 781  | 791  | 788  | 803  | 828  | 831  |